# IC 966
IC 966 ist eine linsenförmige Galaxie vom Hubble-Typ S0 im Sternbild Jungfrau auf der Ekliptik. Sie ist rund 190 Millionen Lichtjahre von der Milchstraße entfernt.
Das Objekt wurde am 5. Juni 1893 vom französischen Astronomen Stéphane Javelle entdeckt.